# Doxocopa selina
Doxocopa selina är en fjärilsart som beskrevs av Bates 1865. Doxocopa selina ingår i släktet Doxocopa och familjen praktfjärilar. Inga underarter finns listade i Catalogue of Life.